# فولاد سرد (فیلم ۱۹۸۷)
فولاد سرد (به انگلیسی: Cold Steel) فیلمی محصول سال ۱۹۸۷ و به کارگردانی دوروتی آن پوزو است. در این فیلم بازیگرانی همچون برد دیویس، شارون استون، جاناتان بنکس، آدام آنت، جی آکووونه، آن هانی و آنتونی لاپالیا ایفای نقش کرده‌اند.